# Zając pustynny
Zając pustynny, dawniej zając tybetański (Lepus tibetanus) – gatunek ssaka z rodziny zającowatych (Leporidae), występujący w Azji Środkowej, północno-zachodnich Chinach i zachodniej części subkontynentu indyjskiego.

## Taksonomia
Pierwszy raz zając pustynny został opisany przez brytyjskiego przyrodnika George’a Roberta Waterhouse’a w 1841 roku w czasopiśmie naukowym „Proceedings of the Zoological Society of London”.
Poszczególne podgatunki craspedotis i stoliczkanus opisane przez Williama Thomasa Blanforda, w 1875 roku były uważane za odrębne gatunki. Zając pustynny miał status osobnego gatunku do 1934 roku, kiedy rosyjski zoolog Władimir Heptner, dokonawszy poważnej rewizji, połączył zająca szaraka, zająca stepowego, zająca pustynnego i zająca płowego w jeden takson. Z tą koncepcją nie zgodził się w 1966 roku rosyjski zoolog Siergiej Ogniow, będąc zdania, iż wszystkie te taksony są zbyt od siebie różne. Rosyjski zoolog I. Gromow w 1964 roku umieścił gatunek w podrodzaju Proeulagus.
Następnie w 1955 roku zające pustynny i stepowy umieszczono jako podgatunki zająca płowego, jednak późniejsze badania umieściły jako osobne gatunki. Następnie oba gatunki zostały oddzielone, ale zając płowy nadal był używany jako synonim zająca płowego.
Dawniej do taksonu zaliczano podgatunki centrasiaticus i pamirensis; jednak badania molekularne wyjaśniły, że centrasiaticus jest podgatunkiem zająca stepowego. Morfologicznie dzieli kilka cech z zającem wełnistym, ale nie z zającem stepowym.

## Morfologia
Długość ciała (bez ogona) 401–480 mm, długość ogona 87–109 mm, długość ucha 81–110 mm, długość tylnej stopy 109–135 mm, masa ciała 1,625–2,5 kg.
Zając pustynny charakteryzuje się smukłą sylwetką, stosunkowo małą głową i czarno-brązowymi końcówkami uszu. Grzbietowa część ciała waha się od koloru piaskowo-żółtego, żółtobrązowego lub szarobrązowego, z jasno-czarnymi znaczeniami, z kolei pośladki są jasnoszare. Przednie łapy są białe, podobnie jak zewnętrzne powierzchnie tylnych nóg. Ogon u góry ma czarno-brązowy pas i jest biały po bokach i od spodu. Oko otoczone jest obszarem bladej skóry, a uszy są szerokie, wewnątrz pokryte kępkami włosów i zakończone czarnymi końcami. Zimą sierść staje się grubsza i przybiera piaskowo-szary kolor. Podgatunek pamirensis wykazuje również podobieństwa do podgatunków zająca stepowego: centrasiaticus i lehmanni, Jednak jego wielkość ciała mieści się pomiędzy zającami nadrzecznym i stepowym i można go odróżnić po smuklejszej sylwetce.

## Zasięg występowania
Zasięg zająca pustynnego rozciąga się od północnego i zachodniego Pakistanu i większości Afganistanu przez wschodni Tadżykistan i południowo-wschodni Kirgistan do Mongolii i północno-wschodnich Chin. Faktyczny zasięg jest trudny do oszacowania ze względu odległy krajobraz i brak badań dotyczących tych terenów.

## Ekologia

### Siedlisko
Zając pustynny zamieszkuje trawiaste tereny i zarośla pustyni i półpustyni. Nie zajmuje alpejskich łąk ani siedlisk krzewiastych na zboczach brzegów rzek, aczkolwiek może występować na wysokościach do 3500–4000 metrów na obszarach subalpejskich.

### Tryb życia
Dieta zająca pustynnego obejmuje korzenie, liście, łodygi, jagody i nasiona. Czasami żywi się także kaktusami, aby uzyskać wilgoć. Żeruje głównie o zmierzchu, ale czasami pojawia się w ciągu dnia. Podobnie jak inne zające, nie kopie sobie nory, lecz kryje się w płytkim zagłębieniu.

### Rozród
Samice rodzą do trzech miotów rocznie, zazwyczaj w każdym miocie jest od trzech do dziesięciu młodych.

### Zależności międzygatunkowe
W południowo-zachodnim Pamirze i obszarów granicznych między Kotliną Kaszgarską a Pamirem zając pustynny z podgatunku pamirensis krzyżuje się z zającem nadrzecznym z powodu nakładających się lub sąsiadujących obszarów. Strefa hybrydowa znajduje się między oba gatunkami wzdłuż granicy między Pamirem a Kotliną Kaszgarską, co skutkuje pewnym stopniem introgresji genetycznej i nieodróżnialnymi cechami morfologicznymi w morfologii zewnętrznej tych zajęcy. Według badań z 2024 roku mając południowo-zachodnią Kotlinę Kaszgarską jako schronienie zając nadrzeczny mógł migrować i rozprzestrzeniać się wielokrotnie w swojej historii ewolucyjnej, powodując hybrydyzację między gatunkami zająców, co prowadziło do introgresji genów i skutkowało mieszanymi relacjami między zającami na południowo-zachodnim Pamirze i jego okolicach.

## Status zagrożenia i ochrona
Zając pustynny ma szeroki zasięg występowania, jednak wielkość populacji i jej trend nie są znane. Międzynarodowa Unia Ochrony Przyrody oceniła stan ochrony gatunku jako „najmniejszej troski” z uwagi na brak rozpoznanych szczególnych zagrożeń, a jeśli populacja się kurczy, prawdopodobnie dzieje się to zbyt wolno, aby kwalifikować się do kategorii gatunków bardziej zagrożonych. W Czerwonej księdze kręgowców Chin został sklasyfikowany jako gatunek najmniejszej troski.